# Arbury
Arbury – dzielnica miasta Cambridge, w Anglii, w Cambridgeshire, w dystrykcie Cambridge. W 2011 roku dzielnica liczyła 9070 mieszkańców.